# Dietrich Laabs
Dietrich Laabs (... – 30 novembre 2023) è stato un allenatore di pallacanestro tedesco.
Era il marito di Inge Söhndel.

## Carriera
Ha guidato la Germania Est ai Campionati del mondo del 1967 e a cinque edizioni dei Campionati europei (1958, 1964, 1966, 1968, 1972).